# Fabian Boll
Fabian Boll (Bad Bramstedt, 16 giugno 1979) è un allenatore di calcio, ex calciatore e poliziotto tedesco, di ruolo centrocampista.